# Daunenoverall

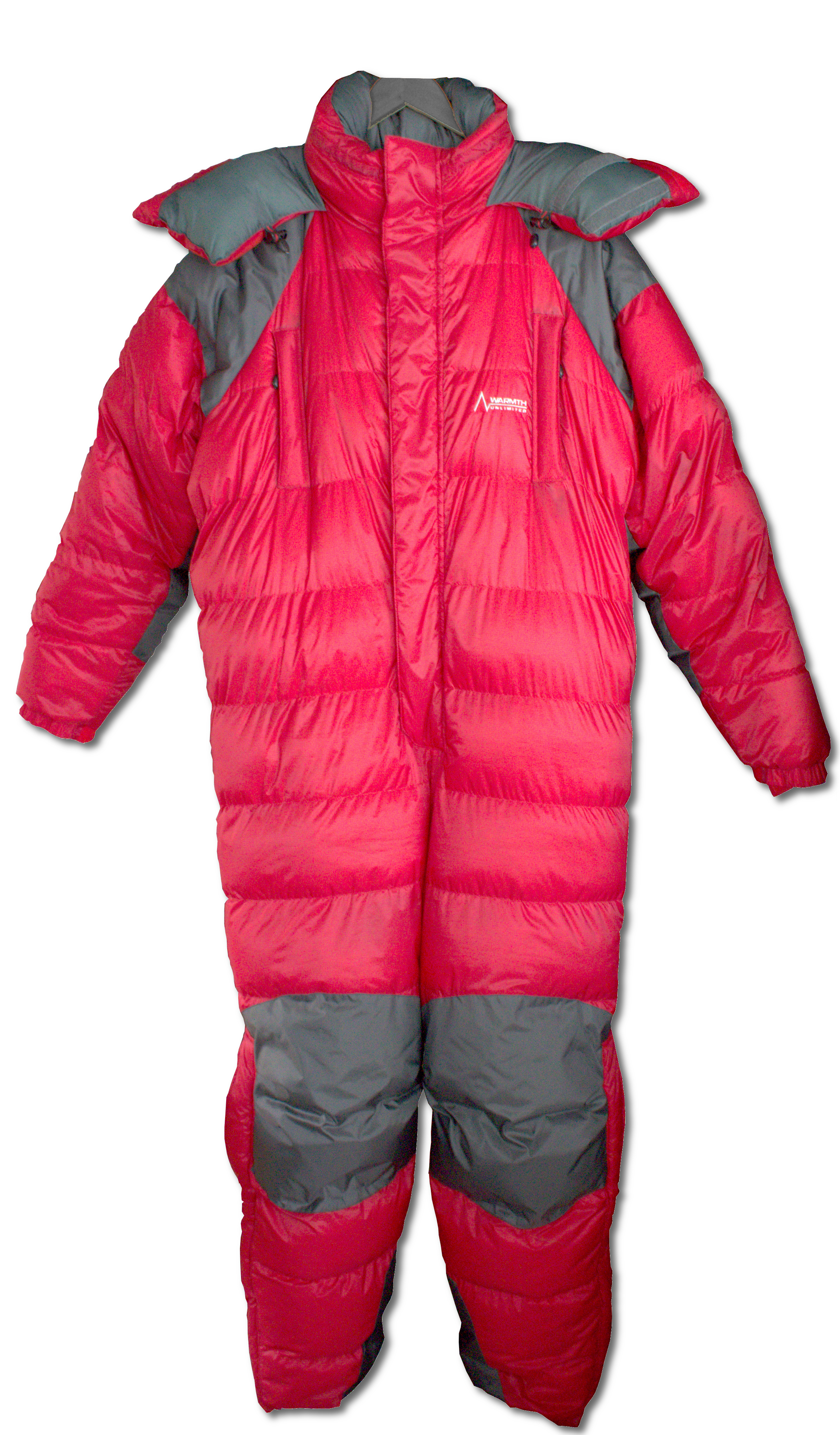
Daunenoverall

Als Daunenoverall oder Daunenanzug wird ein Kleidungsstück bezeichnet, bei dem es sich einerseits um Daunenkleidung, anderseits  um einen Overall handelt. 
Weitere Namen  für die Gattung derartiger Kleidungsstücke sind Schneeanzüge oder Skianzüge. Zweckbestimmt wird er dort getragen, wo es besonders kalt ist. Dies ist beim Extrembergsteigen in der Regel der Fall.